# Werauhia pectinata
Werauhia pectinata là một loài thuộc chi Werauhia. Đây là loài bản địa của México.